# It's a Wonderful Knife
It's a Wonderful Knife (bra: Santa Noite) é um filme de comédia de terror natalino norte-americano de 2023, dirigido por Tyler MacIntyre e escrito por Michael Kennedy. É estrelado por Jane Widdop, Jess McLeod, Joel McHale, Katharine Isabelle, William B. Davis e Justin Long. É uma versão do filme de Natal de 1946, A Felicidade Não se Compra; no entanto, em vez do personagem principal reconhecer suas boas ações anteriores, a personagem Winnie descobre quantas mortes ela evitou em sua cidade.
O filme foi lançado pela RLJE Films em 10 de novembro de 2023, seguido de seu lançamento em streaming no Shudder em 1º de dezembro de 2023. Recebeu críticas mistas dos críticos.

https://bocadoinferno.com.br/criticas/2023/12/its-a-wonderful-knife-2023/
1. ↑  https://www.primevideo.com/-/pt/detail/Santa-Noite/0TCLA33AZMCO023FOA7EQB2JNE